# Tomáš Bábek
Tomáš Bábek (Brno, 4 de junio de 1987) es un deportista checo que compite en ciclismo en la modalidad de pista, especialista en las pruebas de keirin y kilómetro contrarreloj.
Ganó dos medallas en el Campeonato Mundial de Ciclismo en Pista de 2017 y cuatro medallas en el Campeonato Europeo de Ciclismo en Pista, en los años 2016 y 2020. En los Juegos Europeos de Minsk 2019 obtuvo una medalla de oro en la prueba de kilómetro contrarreloj.

## Medallero internacional
| Campeonato Mundial | Campeonato Mundial      | Campeonato Mundial | Campeonato Mundial    |
| Año                | Lugar                   | Medalla            | Competición           |
| ------------------ | ----------------------- | ------------------ | --------------------- |
| 2017               | Hong Kong (China)       | Medalla de plata   | 1 km contrarreloj     |
| 2017               | Hong Kong (China)       | Medalla de bronce  | Keirin                |
| Juegos Europeos    |                         |                    |                       |
| Año                | Lugar                   | Medalla            | Competición           |
| 2019               | Minsk (Bielorrusia)     | Medalla de oro     | 1 km contrarreloj     |
| Campeonato Europeo |                         |                    |                       |
| Año                | Lugar                   | Medalla            | Competición           |
| 2016               | Saint-Quentin (Francia) | Medalla de oro     | Keirin                |
| 2016               | Saint-Quentin (Francia) | Medalla de bronce  | 1 km contrarreloj     |
| 2020               | Plovdiv (Bulgaria)      | Medalla de oro     | 1 km contrarreloj     |
| 2020               | Plovdiv (Bulgaria)      | Medalla de plata   | Velocidad por equipos |